# L'interrogatorio
L'interrogatorio è un film del 1970 diretto da Vittorio De Sisti.

## Trama
Il giovane contadino Aldo Contini venuto a Roma si trova coinvolto nell'omicidio di una ragazza, in cui la polizia lo tratta come sospettato e assassino in cui viene interrogato dal commissario Aurelio Dasaro.